# Sepia (Zeichnung)

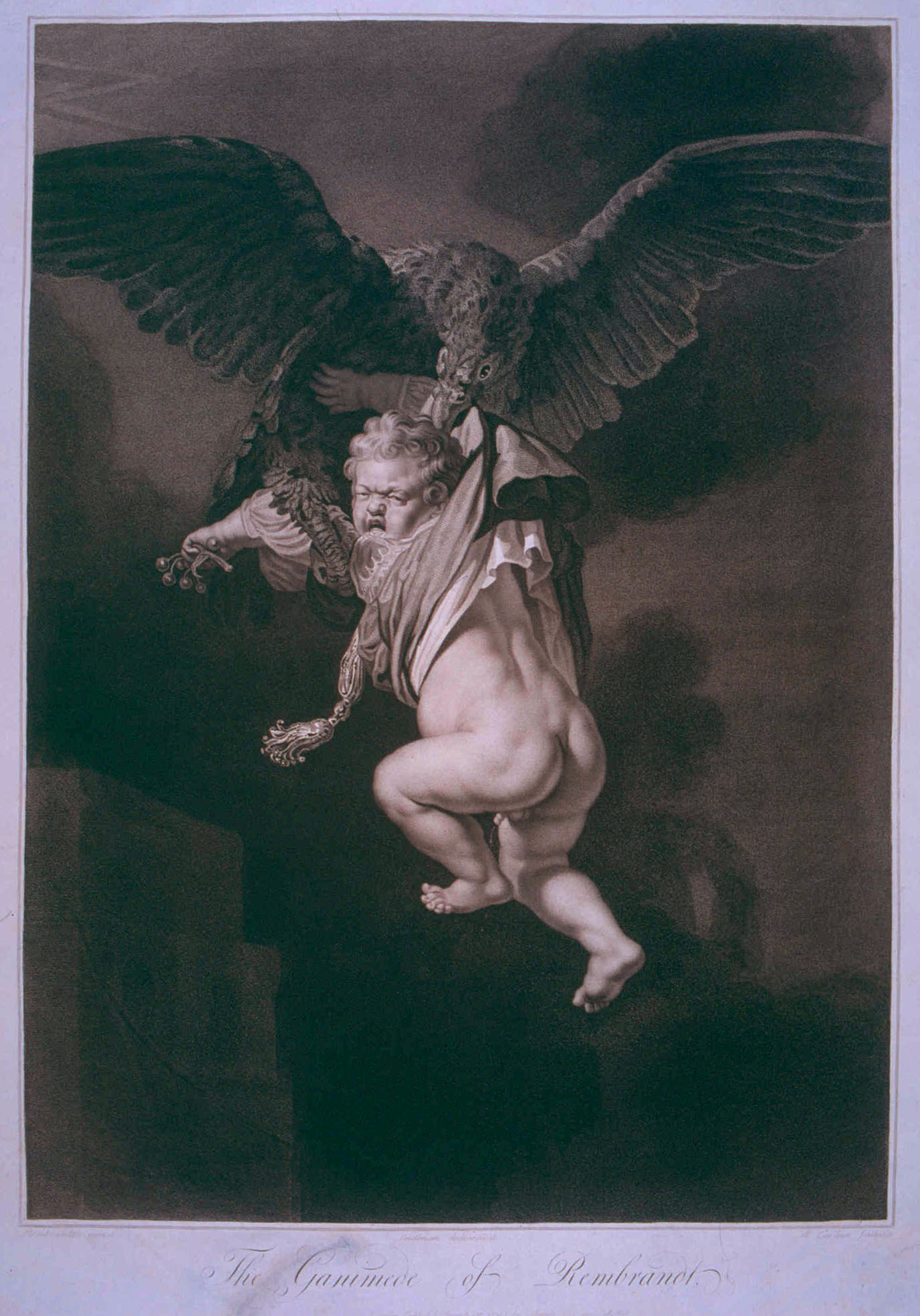
Jakob Crescenz Seydelmann: Der Raub des Ganymed Kopie nach Rembrandt

Mit Sepia werden in der künstlerischen Darstellung eine Zeichnung bezeichnet, die über die gesamte Bildfläche in der gelblich-bräunlichen Farbe Sepia gehalten ist. Es wird auch der Begriff Sepia-Malerei genreübergreifend oder beim Sepia-Dekor in der Porzellanmalerei und in der Aquarellmalerei verwendet.

## Geschichte

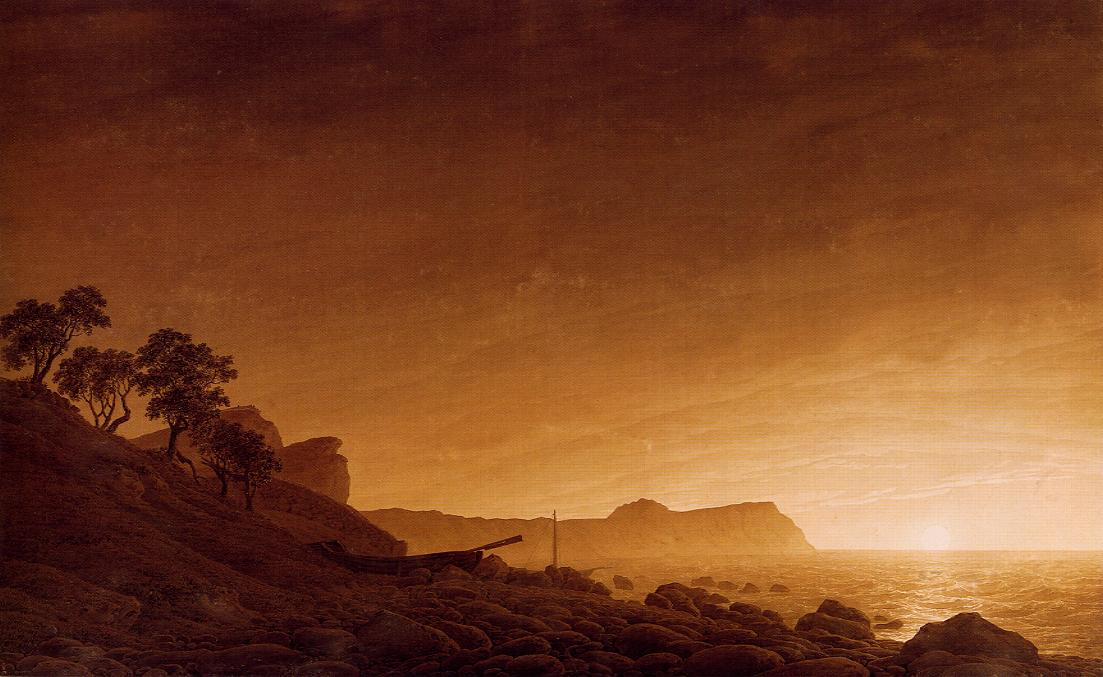
Caspar David Friedrich: Blick von Arkona, 1805

Der Verwendung von Sepia in der Malerei ging vom 15. bis 18. Jahrhundert die Wasserfarbe Bister voraus, um Feder-, Pinsel- oder Kohlezeichnungen einen warmen, bräunlichen Hintergrund zu verleihen oder Bilder zu lavieren. Wer in der Kunst Sepia erstmals zum Zeichnen verwendete, ist nicht bekannt. Leonardo da Vinci hat Skizzen mit Sepia-Tinte ausgeführt.
Als Erfinder der eigentlichen Sepia-Zeichnung gilt um 1800 der Dresdner Maler Jakob Crescenz Seydelmann. Ihm sei es zuerst in Italien gelungen, aus der dunkelbraunen Galle des Sepiafisches „jenen warmen, kräftig dunkelbraunen Ton zu gewinnen, der auf dem über Leinwand gespannten Papiere in der sanften Dämmerung seines mildernden Glanzes als ein unverlöschbares Gewebe von lauter einzelnen sanften Punkten erscheint.“ Bei der Übertragung bedeutender Gemälde wie der Sixtinischen Madonna in ebenso große Sepia-Zeichnungen erreichte Seydelmann mit changierenden Tönungen bis dahin nicht gekannte Farbeffekte und eine enorme Plastizität der Bildgegenstände.
Weiterentwickelt hat die Seydelmannsche Methode Caspar David Friedrich, der vor allem Landschaften in Sepia ausführte. Ihm gelang es in seinen Sepiazeichnungen, fein nuancierte Lichteffekte, etwa bei der Darstellung von Sonnenuntergängen, zu erzeugen. Dies war durch den Auftrag mehrerer dünner Schichten von Sepia-Tinte unterschiedlicher Farbintensität möglich. Friedrich übertrug diese Technik auf seine neue Art der Ölmalerei ab 1806.
Die Sepia-Zeichnung erfreute sich in der Kunst vor allem in der Epoche der Romantik großer Beliebtheit. Zu den Künstlern der jüngeren Geschichte, die sich der Sepia-Zeichnung widmeten, gehörte Adolf Wilhelm Baum.

## Technik
Für das Auftragen der Sepia (Farbstoff)-Tinte auf Papier werden Zeichen- oder Rohrfedern und wasserlösliche Stifte verwendet.